# 슈퍼텐 시간탐험대
《슈퍼텐 시간탐험대》(중국어: 钶龙战记; 영어: Super 10)는 대한민국의 영실업과 중국의 Winsing Animation이 공동으로 제작한 3D 로봇 애니메이션이자, 메탈리온의 후속작이다. 2022년 2월 18일부터 2023년 2월 10일까지 카툰네트워크 코리아에 방영했다.

## 줄거리
서기 2029년, 우주에서 발생한 의문의 거대한 폭발이 머나먼 우주에 잠들어 있던 절대 악의 화신인 오메가의 봉인을 풀어 깨운다.
전 우주를 지배하려는 야심을 가진 사악한 암흑의 생명체 오메가는 완벽한 부활을 위해 자신의 부하들을 거느리고 수많은 행성들을 파괴하며 에너지 원천인 슈퍼스톤을 흡수하려 하자, 지구의 슈퍼스톤을 지키던 고대 수호자인 리오와 세이버투스가 오메가의 음모를 막으려 했지만 너무 강력한 힘 앞에 역부족이라 판단하고, 오메가가 슈퍼스톤을 찾지 못하도록 지구의 다양한 시공간 속에 슈퍼스톤을 흩어 숨겨 놓는다.
서기 2129년, 지구의 모험심이 강한 강산 일행은 그들로부터 강력한 고대의 슈퍼리온들을 동료로 만들어 슈퍼스톤을 되찾아 오메가 군단으로부터 지구를 지키는 사명을 맡게 되고 한편 같은시각, 시공간을 통해 여러 시간대로 흩어진 슈퍼스톤의 영향으로 지구의 역사가 변하고 있다는 사실을 알게 된 오메가는 시그마의 조각을 복원하던 지구의 과학자인 한 박사와 결탁해 슈퍼스톤의 힘을 악용하여 전 우주를 정복하려는 거대한 음모를 꾸미는데...
과연 강산 일행과 슈퍼리온들은 시공간 여행을 통해 우주 정복을 꿈꾸는 익의 무리인 오메가 군단의 사악한 검은 야망을 저지하고 왜곡된 역사를 바로잡아 지구의 평화를 지켜낼 수 있을 것인가?

## 방송 일시
| 방송 채널    | 방송일                            | 방송 시간 |
| ------------ | --------------------------------- | --------- |
| 카툰네트워크 | 2022년 2월 18일 ~ 2023년 2월 10일 | 종료      |

## 등장인물
- 강산
- 아름
- 다운
- 코코 (12회부터 등장)
- 쟝 (27회부터 등장)
- 야옹이 (27회부터 등장)
- 한박사

## 등장 메카

### 슈퍼리온
- 티라누스 ( 이탈리아)
- 콩거 ( 중국) (4회부터 등장)
- 닌자랩터(레토＋렌) ( 일본) (10회부터 등장)
- 듀크나이트 ( 그리스) (15회부터 등장)
- 더블 드래곤(파이곤＋아이곤) ( 러시아) (22회부터 등장)
- 스피노스 (아틀란티스) (28회부터 등장)
- 라이칸 ( 미국) (31회부터 등장)
- 드라큐스 ( 루마니아) (35회부터 등장)
- 트라이 혼 ( 스칸디나비아) (40회부터 등장)
- 윙 라이언(테라이언＋스카이윙) ( 영국) (41회부터 등장)

### 오메가 군단
- 오메가
- 메가콘다
- 강철카우 (7회부터 등장)
- 빙용귀 (16회부터 등장)
- 파리왕 (16회부터 등장)
- 바포메트 (24회부터 등장)
- 전기상어 (28회부터 등장)
- 헬하운드 (30회부터 등장)
- 유령나비 (35회부터 등장)
- 철갑충 (40회부터 등장)
- 엡실론 (41회부터 등장)

## 목소리 출연
- 송하림: 강산
- 서유리: 아름
- 정유정: 다운
- 송준석: 티라누스
- 안장혁: 콩거, 더블 드래곤, 아이곤
- 엄상현: 닌자랩터, 레토
- 김현욱: 렌, 코코
- 한신: 듀크나이트, 빙용귀
- 권창욱: 리오
- 정재헌: 세이버투스
- 이현: 파이곤
- 유해무: 한박사
- 시영준: 오메가
- 이창민: 메가콘다
- 안효민: 강철카우
- 서반석: 파리왕
- 서원석: 트라이 혼, 바포메트
- 정영웅: 스피노스
- 이동훈: 라이칸
- 류승곤: 드라큐스
- 임채헌: 테라이온
- 전태열: 스카이윙
- 김가령: 야옹이
- 이지현: 제노

## 방영 목록
| 회차       | 방송 일자        | 제목                                                  |
| ---------- | ---------------- | ----------------------------------------------------- |
| 1화        | 2022년 2월 18일  | 시간 속 모험 백악기 공원                              |
| 2화        | 2022년 2월 25일  | 한 박사의 사악한 계획 트로이의 슈퍼스톤               |
| 3화        | 2022년 3월 4일   | 레오나르도 다빈치의 거대 로봇 로마의 휴일             |
| 4화        | 2022년 3월 11일  | 톱니바퀴의 신전 콩거                                  |
| 5화        | 2022년 3월 18일  | 미노타우로스의 미로 한 박사의 속임수                  |
| 6화        | 2022년 3월 25일  | 무너진 피라미드 실크로드를 찾아서                     |
| 7화        | 2022년 4월 1일   | 황소 몰이 축제 베토벤의 인생 교향곡                   |
| 8화        | 2022년 4월 8일   | 마추픽추의 괴물! 전기의 향연                          |
| 9화        | 2022년 4월 15일  | 렬차의 질주를 막아라! 인형의 꿈                       |
| 10화       | 2022년 4월 22일  | 레토와 렌의 등장 황금 도시 1부                        |
| 11화       | 2022년 4월 29일  | 황금 도시 2부 곤충 세상의 파브르                      |
| 12화       | 2022년 5월 6일   | 로봇 박람회의 불청객 닌자가 되는 길                   |
| 13화       | 2022년 5월 13일  | 국왕 폐하 만세!                                       |
| 14화       | 2022년 5월 20일  | 이상한 겨울나라 바다의 무법자                         |
| 15화       | 2022년 5월 27일  | 두 얼굴의 의사 친구를 위한 도전                       |
| 16화       | 2022년 6월 3일   | 바빌론의 전투 지켜줄게, 모아이                        |
| 17화       | 2022년 6월 10일  | 다이너마이트 괴물을 터뜨려라! 남극으로 떠나는 모험    |
| 18화       | 2022년 6월 17일  | 두려움을 모르는 수호자, 잔 다르크 인도네시아의 빙하기 |
| 19화       | 2022년 6월 24일  | 파라오 왕의 계략                                      |
| 20화       | 2022년 7월 1일   | 고대 로마! 파이곤을 찾아서 용암 괴물                  |
| 21화       | 2022년 7월 8일   | 얼음과 불의 전쟁 얼음 마을의 수호자, 아이곤           |
| 22화       | 2022년 7월 15일  | 폼페이의 화산폭발                                     |
| 23화       | 2022년 7월 22일  | 한 박사의 배신 한 박사의 광기                         |
| 24화       | 2022년 7월 29일  | 페트라에서의 재회 더블 드래곤의 대활약                |
| 25화       | 2022년 8월 5일   | 바포메트의 복수 격전! 함께라는 마음                   |
| 26화       | 2022년 8월 12일  | 다시 모인 슈퍼스톤 최후의 결투                        |
| 27화       | 2022년 8월 19일  | 전설 속 10대의 슈퍼리온들 트롤 숲의 함정              |
| 28화       | 2022년 8월 26일  | 심해 속의 괴물 모습을 드러낸 전기상어                 |
| 29화       | 2022년 9월 2일   | 슈퍼 코어를 찾아라! 바다의 수호자 스피노스            |
| 30화       | 2022년 9월 9일   | 돌아온 바다의 왕 드워프들의 마을                      |
| 31화       | 2022년 9월 16일  | 라이칸과 헬하운드 라이칸의 이야기                     |
| 32화       | 2022년 9월 24일  | 슈퍼 코어를 사수하라! 늑대왕이여, 일어나라!           |
| 33화       | 2022년 9월 30일  | 라이칸의 반격 일어나!                                 |
| 34화       | 2022년 10월 7일  | 태양은 다시 뜰거야 어둠 속의 불청객                   |
| 35화       | 2022년 10월 14일 | 행운의 클로버 잠에 빠진 마을                          |
| 36화       | 2022년 10월 21일 | 드라큐스의 성 하늘을 되찾은 드라큐스                  |
| 37화       | 2022년 10월 28일 | 어두운 하늘 어느 겨울밤                               |
| 38화       | 2022년 11월 4일  | 허수아비 버섯의 천국                                  |
| 39화       | 2022년 11월 11일 | 개구리들의 반격                                       |
| 40화       | 2022년 11월 18일 | 메두사의 굴 무적의 트라이혼 1부                       |
| 41화       | 2022년 11월 25일 | 무적의 트라이혼 2부 헤라클레스 컵                     |
| 42화       | 2022년 12월 2일  | 경기장의 전투 야옹이의 비밀                           |
| 43화       | 2022년 12월 9일  | 마법 대회 인어의 노래                                 |
| 44화       | 2022년 12월 16일 | 한밤의 불청객 다시 만난 아빠                          |
| 45화       | 2022년 12월 23일 | 슬라임의 속임수 지혜와 용기의 흰머리수리              |
| 46화       | 2022년 12월 30일 | 스카이윙과 테라이온 돌아온 테라이온                   |
| 47화       | 2023년 1월 6일   | 숲 속의 방해꾼 윙 라이언의 빛                         |
| 48화       | 2023년 1월 13일  | 빛의 힘 마법 나무로 가는 길                           |
| 49화       | 2023년 1월 20일  | 리저드맨 소트록의 속셈                                |
| 50화       | 2023년 1월 27일  | 벌들의 전쟁 엡실론의 최후                             |
| 51화       | 2023년 2월 3일   | 마지막의 시작 도시를 지켜라!                          |
| 최종화(52) | 2023년 2월 10일  | 슈퍼리온의 빛                                         |

## 제작진
- 번역: 무정
- 연출: 황태훈
- 제작: 플레이그라운드

## 같이 보기
- 또봇 V
- 메탈리온